# Luigi Valsecchi (arbitro)
Luigi Valsecchi (Milano, 12 giugno 1914 – ...) è stato un arbitro di calcio italiano.

## Biografia
Nato a Milano nel 1914, faceva parte proprio della sezione AIA del capoluogo lombardo.
Debuttò in Serie A nel 1947, a 32 anni, dirigendo Torino-Napoli del 18 maggio, 31ª di campionato, sfida terminata 2-1 per i granata.
Chiuse la carriera arbitrale alla fine della stagione calcistica 1954-1955, arbitrando per l'ultima volta in massima serie il 3 aprile 1955, in Lazio-Catania 1-0 del 25º turno di Serie A. L'ultima partita diretta è stata invece Parma-Cagliari del 24 aprile dello stesso anno, 28ª di Serie B, finita 2-1 per i sardi.
In totale in carriera diresse 72 gare in Serie A e 53 in Serie B.